# Чорне коло

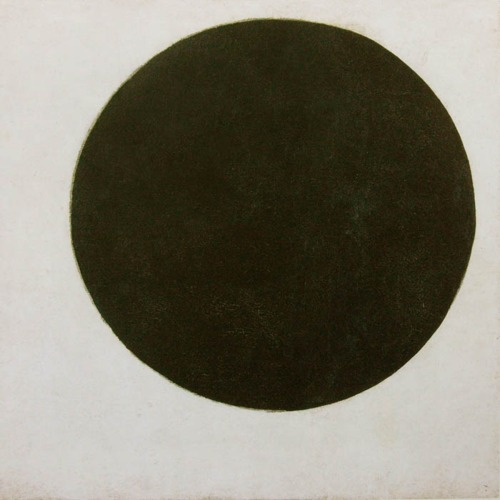
Чорне коло. 1915. Private Collection, Courtesy Galerie Gmurzynska Zug.

«Чорне коло» — одна з найвідоміших робіт українського художника-авангардиста Казимира Малевича, засновника нової течії в живопису — супрематизму.
Безпредметність супрематизму для Малевича була названа їм виведенням з предметного світу, новим аспектом, який відкрив художнику природу, простір, Всесвіт. Супрематичні форми «летять», перебувають у невагомому стані. «Чорне коло» для художника було одним з трьох головних модулів нової пластичної системи, потенціалом нової пластичної ідеї — супрематизму.

## Історія створення картини
Картина написана в 1915 році, пізніше автор для різних виставок зробив її варіанти, — авторські повторення. Перше «Коло» експонувалося на «Останній футуристичній виставці картин „0,10“» (1915). Нині зберігається у приватному зібранні. Другий варіант картини був створений учнями Малевича під його керівництвом. Це триптих: «Чорний квадрат» — «Чорний хрест» — «Чорне коло». Зберігається в Державному Російському музеї в Санкт-Петербурзі.